# Paravai
Paravai es una ciudad y nagar Panchayat situada en el distrito de Madurai en el estado de Tamil Nadu (India). Su población es de 20042 habitantes (2011).

## Demografía
Según el censo de 2011 la población de Paravai era de 20042 habitantes, de los cuales 10076 eran hombres y 9966 eran mujeres. Paravai tiene una tasa media de alfabetización del 85,95%, superior a la media estatal del 80,09%: la alfabetización masculina es del 91,74%, y la alfabetización femenina del 80,18%.